# یانگ‌تسه
رود یانگ‌تسه (چینی ساده‌شده: 长江، چینی سنتی: 長江) درازترین رود آسیا و سومین رود دراز جهان (پس از نیل و آمازون) است. نام نوی چینی آن «چانگ جیانگ» است و بسیاری از نقشه‌های جدید از این نام استفاده می‌کنند.
این رود بیش از ۶۳۸۰ کیلومتر طول دارد. سرچشمهٔ آن استان چینگهای در غرب چین است و پس از حرکت به سمت شرق به دریای چین شرقی می‌ریزد. به‌طور سنتی این رود را مرز میان شمال و جنوب چین دانسته‌اند گرچه رود هوآی نیز چنین جایگاهی دارد.
سد سه‌دره، بزرگ‌ترین سد جهان، بر روی این رود ساخته شده‌است.
طبق گفته‌های باستان‌شناسی، اولین جایی که برنج در آن اهلی شده کنار این رود بوده‌است.
بر این رود نیروگاهی آبی هست که دو توربین هزار مگاواتی دارد. بزرگی رود یانگ‌تسه از مهم‌ترین منابع درآمد چین است.

## نگارخانه

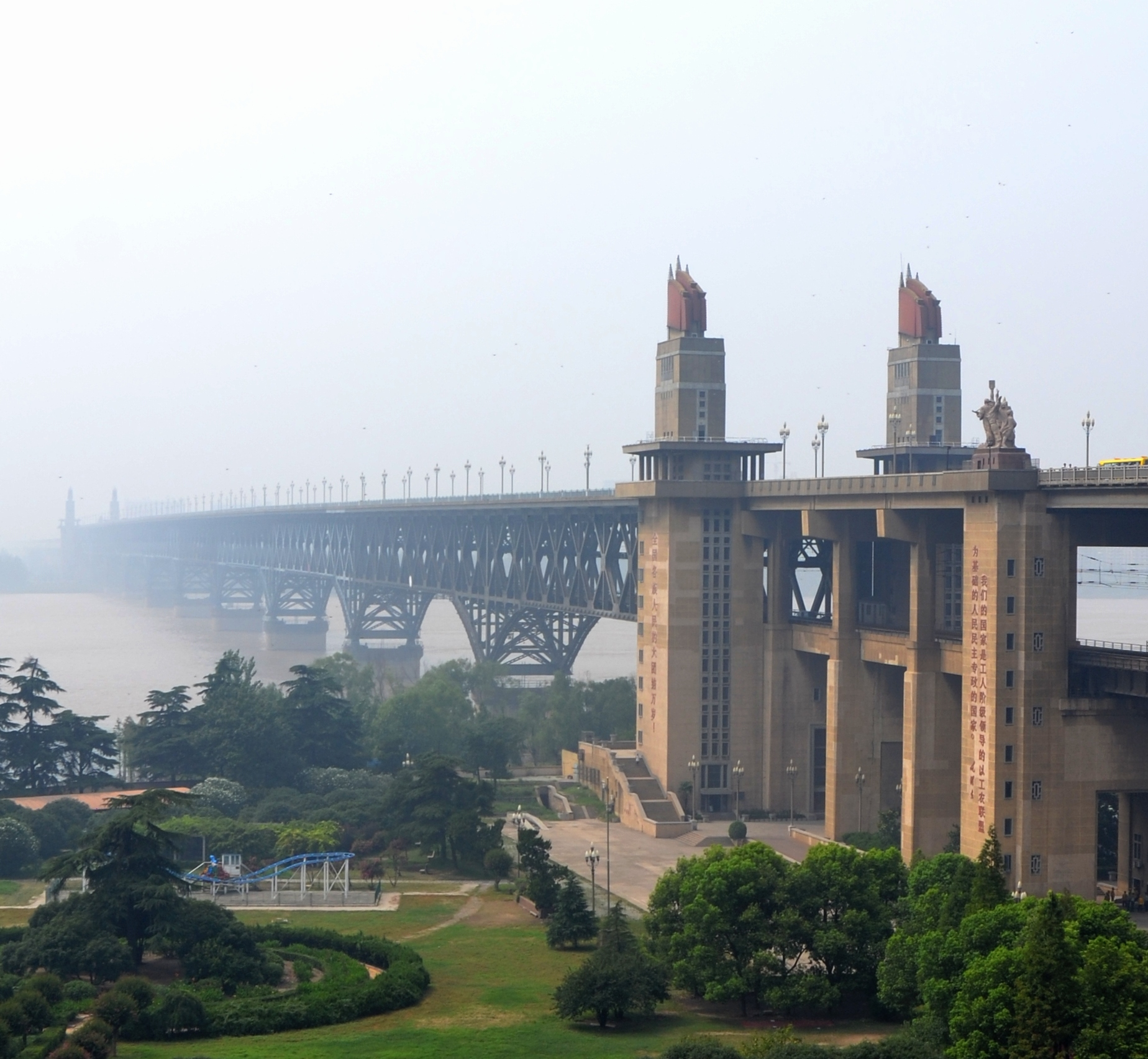
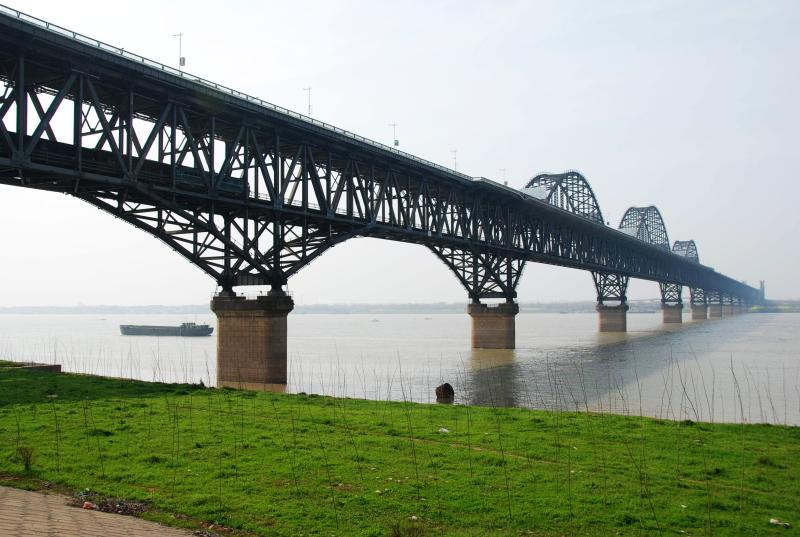
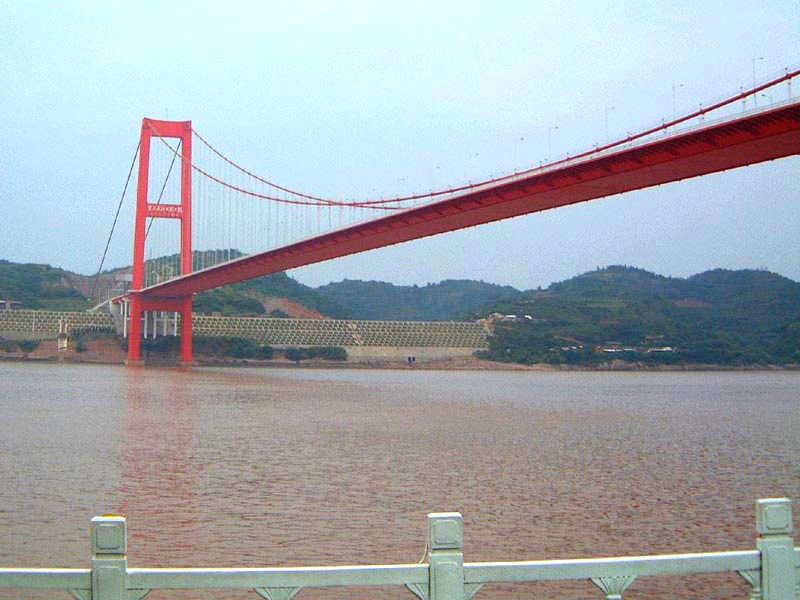
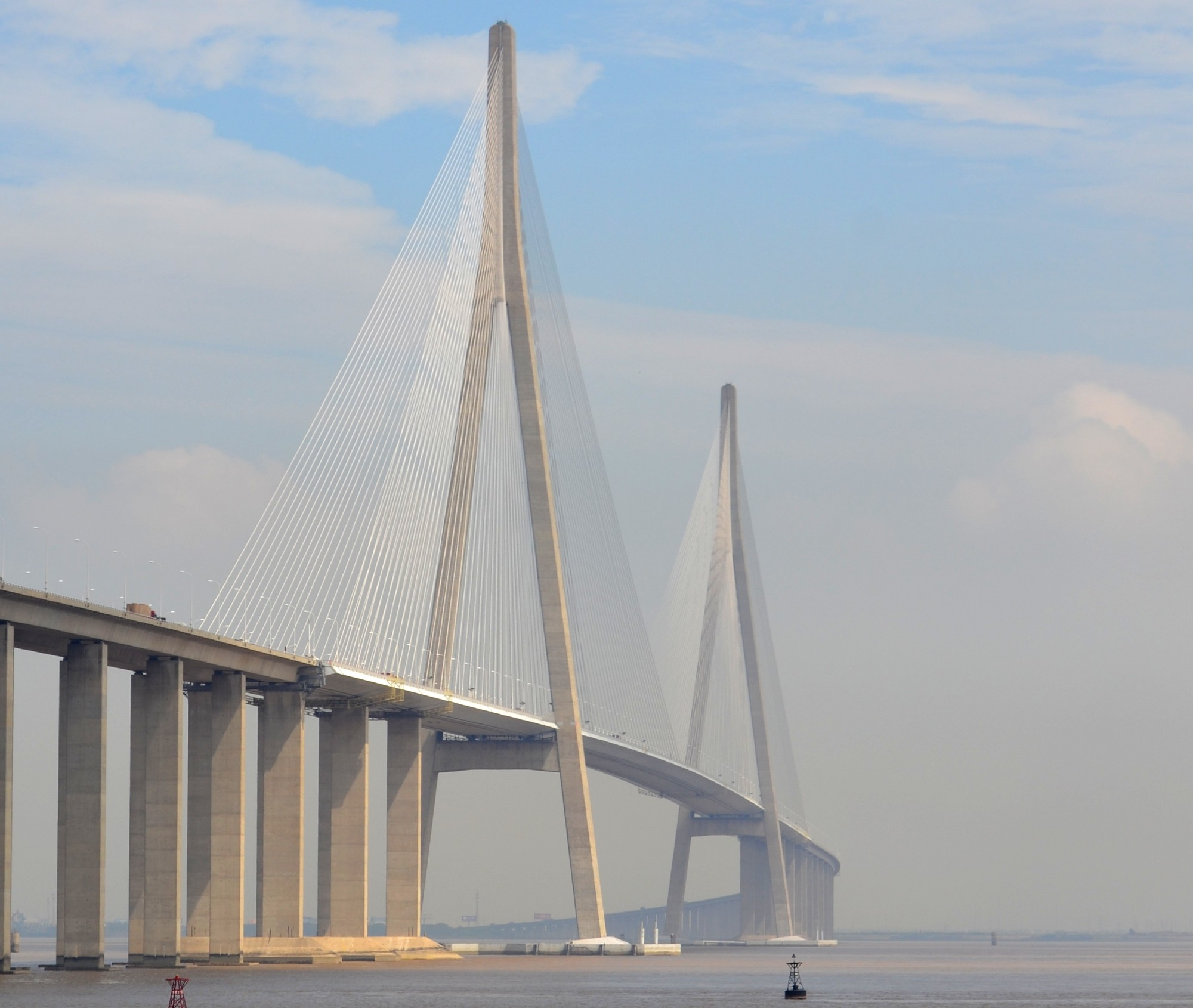
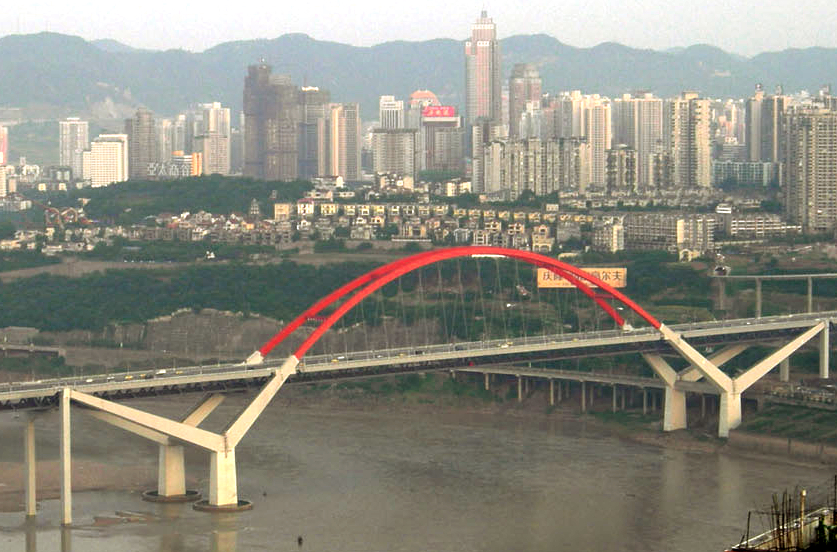
پل Caiyuanba، یک پل قوسی در چونگ کینگ، در سال 2007 تکمیل شد.
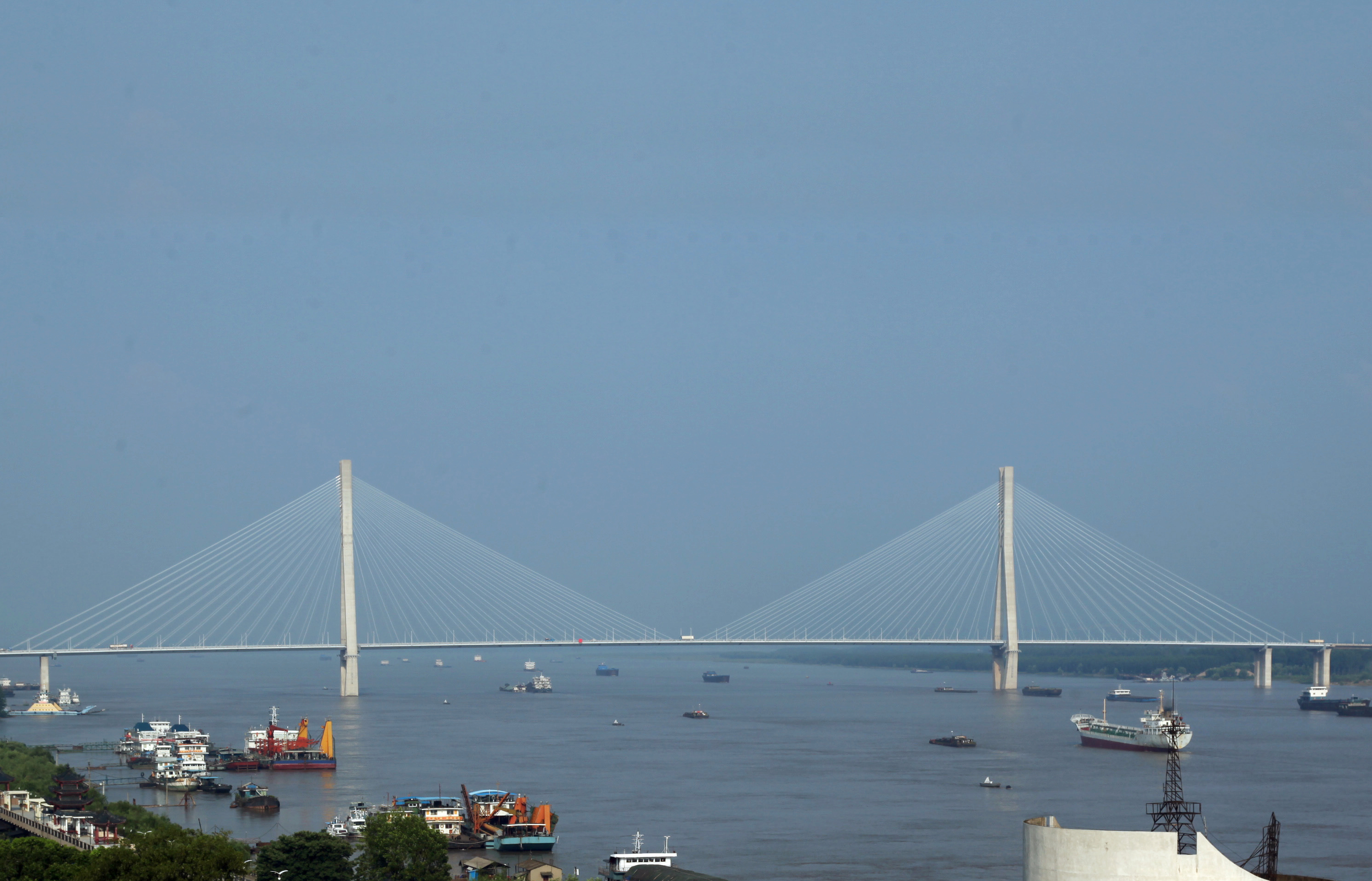